# Куортон
Томас «Эйс» Бёрье Форсберг (швед.  Thomas Börje Forsberg, 17 февраля 1966, Стокгольм, Швеция — 3 июня 2004, Стокгольм, Швеция), также известный под псевдонимом Куортон (швед.  Quorthon) — шведский музыкант-мультиинструменталист, основатель группы Bathory. Псевдоним Куортон происходит от имени одного из демонов и использовался музыкантом как во время работы в Bathory, так и в сольном проекте.

## Биография
Куортон основал группу Bathory в 1983 году, когда ему было всего 17. До этого он играл в Oi!-Команде Stridskuk. Первые альбомы записал с помощью отца — Бёрье Форсберга. Первый альбом Bathory был записан в гараже автора многих известных поп-шлягеров Петера Гиммельстранда.
Куортон был главным идеологом группы, автором песен и исполнителем большинства музыкальных партий. Другие музыканты появлялись в Bathory лишь эпизодически, концертная деятельность коллектива была сведена почти к нулю. Несмотря на это, след, который оставила в мире музыки работа группы, трудно переоценить — Куортон считается основателем стиля викинг-метал и одним из пионеров ранней волны блэк-метала (вместе с группой Venom) благодаря альбомам «Bathory», «The Return of the Darkness and Evil», «Under the Sign of the Black Mark».
В середине 1990-х годов Куортон временно отвлекается от работы с Bathory и издаёт EP и два полноформатных альбома под собственным «именем». Музыка этого проекта кардинально отличалась от всего, что музыкант делал до этого — это было что-то вроде рок-н-ролла, испытавшего влияние блюза. Впрочем, в дальнейшем он не развивал это направление своего творчества, снова сосредоточившись на основном проекте.

### Смерть
В июне 2004 года Куортон умер во сне в собственной квартире в Стокгольме, от сердечной недостаточности, ставшей следствием врожденного порока сердца. Сначала информация о его смерти появилась на портале «Blabbermouth.net», где и было указано имя Куортона — Томас Форсберг, а также указаны его родственные связи с владельцем Black Mark Production Бёрье Форсберг. Некролог на официальном сайте группы не содержал никаких ссылок на то, что Куортона звали именно так, и назывался «В память об Эйсе/Куортоне» (англ.  «In memory of Ace/Quorton»). Ещё при жизни Куортон несколько раз вводил журналистов в заблуждение, отвечая на вопрос о своем имени: немецкому журналисту он ответил, что его зовут «Runka Snorkråka», а другому иностранному корреспонденту, что его имя — «Pugh Rogefeldt».
Последняя работа музыканта вышла в свет уже после его смерти — в 2005 году был издан его совместный трек с его сестрой — певицей Енни Теблер. Сингл, который был записан в начале 2004 года, получил название «Silverwing».

## Дискография

### Bathory
| Альбом                           | Год  | Формат | Лейбл                 |
| -------------------------------- | ---- | ------ | --------------------- |
| Scandinavian Metal Attack        | 1984 | Сплит  | Tyfon Grammofon       |
| Demo 83-84                       | 1984 | Демо   |                       |
| Bathory                          | 1984 | Альбом | Black Mark Production |
| Split with Hellhammer            | 1985 | Сплит  |                       |
| The Return......                 | 1985 | Альбом | Black Mark Production |
| Under the Sign of the Black Mark | 1987 | Альбом | Black Mark Production |
| Blood Fire Death                 | 1988 | Альбом | Black Mark Production |
| Hammerheart                      | 1990 | Альбом | Black Mark Production |
| Twilight of the Gods             | 1991 | Альбом | Black Mark Production |
| Requiem                          | 1994 | Альбом | Black Mark Production |
| Octagon                          | 1995 | Альбом | Black Mark Production |
| Blood on Ice                     | 1996 | Альбом | Black Mark Production |
| The True Black Essence           | 1999 | Бутлег |                       |
| Destroyer of Worlds              | 2001 | Альбом | Black Mark Production |
| Nordland I                       | 2002 | Альбом | Black Mark Production |
| Nordland II                      | 2003 | Альбом | Black Mark Production |

### Сольные работы
| Альбом                  | Год  | Формат | Лейбл                 |
| ----------------------- | ---- | ------ | --------------------- |
| Album                   | 1994 | Альбом | Black Mark Production |
| When Our Day Is Through | 1997 | EP     | Black Mark Production |
| Purity of Essence       | 1997 | Альбом | Black Mark Production |

### Jennie Tebler
| Альбом     | Год  | Формат | Лейбл                 |
| ---------- | ---- | ------ | --------------------- |
| Silverwing | 2005 | Сингл  | Black Mark Production |